# Premio Literario SAARC

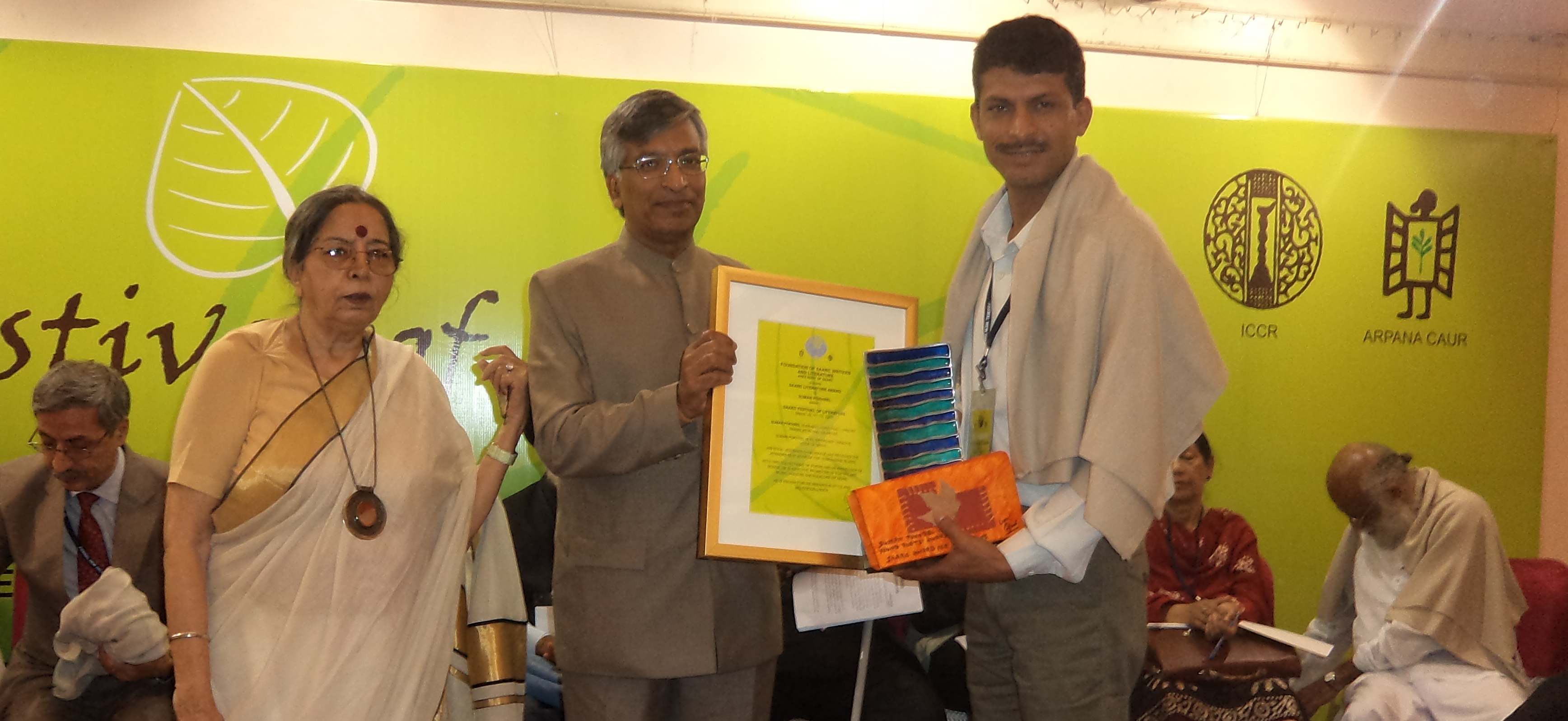
Suman Pokhrel recibiendo el Premio Literario SAARC 2013

Premio Literario SAARC es un premio anual otorgado por la Fundación de la SAARC Escritores y Literatura (FOSWAL) desde el año 2001.  Shamshur Rahman, Mahasweta Devi, Jayanta Mahapatra, Abhi Subedi, Mark Tully, Sitakant Mahapatra, Uday Prakash, Suman Pokhrel y Abhay K son algunos de los ganadores de este premio.  poeta nepalí, autor y traductor Suman Pokhrel es único escritor para obtener este premio dos. veces.

## Ganadores del Premio
La lista año racional de los ganadores de los premios son los siguientes:
| Año  | Poeta / escritor                        | Nacionalidad |
| ---- | --------------------------------------- | ------------ |
| 2019 | Mohammad Nurul Huda                     | Bangladés    |
| 2018 | Najibullah Manalai                      | Afganistán   |
| 2015 | Sitakant Mahapatra                      | India        |
| 2015 | Selina Hossain                          | Bangladés    |
| 2015 | Suman Pokhrel                           | ' Nepal      |
| 2015 | Nisar Ahmad Chaudhary                   | Pakistan     |
| 2015 | Aryan Aroon                             | Afganistán   |
| 2014 | Tarannum Riyaz                          | India        |
| 2013 | Abhay K                                 | India        |
| 2013 | Suman Pokhrel                           | ' Nepal      |
| 2013 | Farheen Chaudhary                       | Pakistan     |
| 2013 | Abdul Khaliq Rashid,                    | Afganistán   |
| 2013 | Daya Dissanayake                        | Sri Lanka    |
| 2012 | Fakrul Alam,                            | Bangladés    |
| 2012 | Ayesha Zee Khan,                        | Pakistan     |
| 2011 | Ibrahim Waheed,                         | Maldives     |
| 2011 | Syed Akhtar Hussain Akhtar (posthumous) | Pakistan     |
| 2010 | Hamid Mir                               | Pakistan     |
| 2010 | Abhi Subedi                             | ' Nepal      |
| 2010 | Mark Tully                              | India        |
| 2010 | Tin Tin Win, Ju                         | Burma        |
| 2009 | Jayanta Mahapatra                       | India        |
| 2009 | Uday Prakash                            | India        |
| 2009 | Kamaal Khan                             | India        |
| 2007 | Mahasveta Devi                          | India        |
| 2006 | Maitreyi Pushpa [cita requerida]        | India        |
| 2006 | Zahida Hina                             | Pakistan     |
| 2006 | Laxman Gaikwad                          | India        |
| 2006 | Tissa Abeysekara                        | Sri Lanka    |
| 2002 | Laxmi Chand Gupta                       | India        |
| 2001 | Ganesh Narayandas Devy                  | India        |
| 2001 | Shamsur Rahman                          | Bangladés    |